# ناحیه آق‌قرغان
ناحیهٔ آق‌قرغان (به ازبکی: Oqqoʻrgʻon tumani، آق‌قۉرغان تومنی) یک ناحیه در ازبکستان است که در ولایت تاشکند واقع شده‌است. ناحیه آق‌قرغان ۴۰۰ کیلومتر مربع مساحت و ۱۱۲٬۱۰۰ نفر جمعیت دارد.